# Todos mis monstruos
Todos mis monstruos (Alle meine Monster) es una serie de libros infantiles escrita por el escritor austriaco Thomas Brezina.
La serie trata sobre la vida de Max Müller, un niño de 10 años y sus amigos los monstruos: Piecete, Lucila, Frankesteinete, Mombo Momia, Boris, Nesina, Amadeo Licántropo, Draculín y Zerbi. Ellos son los últimos monstruos del mundo. Se esconden en un viejo y abandonado tren fantasma verde que se está por demoler, ocultos de Karla Kätscher y su ayudante Adonis Chorlito, que quieren secuestrarlos para abrir un circo de monstruos. Max quiere comprar el tren fantasma, para que no lo demuelan. y para conseguir los dos millones de pesetas que se necesitan, Max decide abrir la Cía. de Alquiler de Monstruos, donde la gente llama si quiere que los monstruos vayan a asustar a algún lado, y les pagan, así Max va acumulando el dinero.

## Los Monstruos
- Piecete: Es un pie, solo, sin cuerpo. No puede hablar, se comunica mediante trinos y chirridos que sólo Frankesteinete puede entender.
- Lucila: Es una lagarta verde, muy vanidosa y coqueta, que disfruta de comer metal como: picaportes, llaves inglesas, chinchetas, o hasta pistolas de un solo bocado.
- Frankesteinete: Fue construido por el Dr. Frankenstein en 1877. Habla con mucha educación y trata a todo el mundo de usted. Le fueron implantados los cerebros de varios científicos por lo que hace las cuentas con más rapidez que cualquier calculadora de bolsillo. Le agradan los cementerios y le disgustan los maestros y las escuelas.
- Mombo Momia: Es una momia de 3667 años de edad. Siempre lleva gafas de sol porque puede echar el mal de ojo y producir desgracias.
- Boris: Es el primer monstruo del Dr. Frankenstein. Tiene las orejas y la nariz de un perro, puede encender bombillas con las manos, es muy torpe y se ve igual al monstruo de Frankenstein.
- Nesina: Es una saurio de 1209 años, es la hija del monstruo del lago Ness. Se baña cada vez que puede y nada muy bien.
- Amadeo Licántropo: Fue mordido por un licántropo en 1638 y se convirtió en uno. Cada luna llena se enloquece y le viene un hambre voraz. Le gusta tomar "prestadas" motocicletas y ama el ketchup
- Draculín: El conde Drácula era su tío y fue mordido por un vampiro en 1666. No le gusta el ketchup.
- Zerbi: Es el cancerbero, un perro con tres cabezas que siempre se andan peleando entre ellas, sabe hablar.

## Libros
- El misterio del tren fantasma
- Terror en la clase
- Vacaciones en el hotel encantado
- Operación susto a la hermana
- Un esqueleto en el avión
- Saludos desde el castillo de los espíritus
- La familia horrible
- Fantasmas en el colegio
- ¡Ah, los del barco fantasma!
- El balón hablante

- Datos: Q1607734